# Smash It Up
 (octobre 2007).
Si vous disposez d'ouvrages ou d'articles de référence ou si vous connaissez des sites web de qualité traitant du thème abordé ici, merci de compléter l'article en donnant les références utiles à sa vérifiabilité et en les liant à la section « Notes et références ».
Singles de The Damned
Love Song
(1979) I Just Can't Be Happy Today
(1979)
Smash It Up est une chanson du groupe britannique de punk rock The Damned.
Elle est sortie en octobre 1979 en single. 

## Liste des titres
1. "Smash It Up" – 2:52
2. "Burglar" – 3:33

CD réédition de 2004
1. "Smash It Up" – 2:52
2. "Burglar" – 3:33
3. "Smash It Up Parts 1–4" – 8:43

## Crédits
Producteurs
- Roger Armstrong
- The Damned

Musiciens
- Dave Vanian : chant
- Captain Sensible : guitare
- Rat Scabies: percussions, chant
- Algy Ward : basse

## Utilisation dans des bandes originales
On peut l'entendre dans le jeu vidéo Driver: Parallel Lines.

## Reprise de The Offspring
Singles de The Offspring
Gotta Get Away
(1995) All I Want
(1996)
The Offspring en fait une reprise en  1995. Cette reprise apparait dans le film Batman Forever et sur l'album Batman Forever: Original Music from the Motion Picture. Cette reprise se classe notamment 16e au Alternative Songs et 47e au Hot 100 Airplay (Radio Songs) du Billboard. En 1997, la chanson apparait sur l'EP Club Me du groupe.